# Кафлин, Кон
Кон Кафлин (англ. Con Coughlin; род. 1955, Лондон) — британский журналист, писатель

, обозреватель по вопросам обороны и главный колумнист по вопросам международных отношений газеты The Daily Telegraph. Эксперт по вопросам международного терроризма и Среднего Востока. Специалист по раннему периоду жизни Уинстона Черчилля. Старший приглашённый профессор Королевского колледжа Лондона.

## Ранний период жизни
Родился в 1955 году в Лондоне, Англия. Изучал историю в Оксфордском университете.

## Карьера

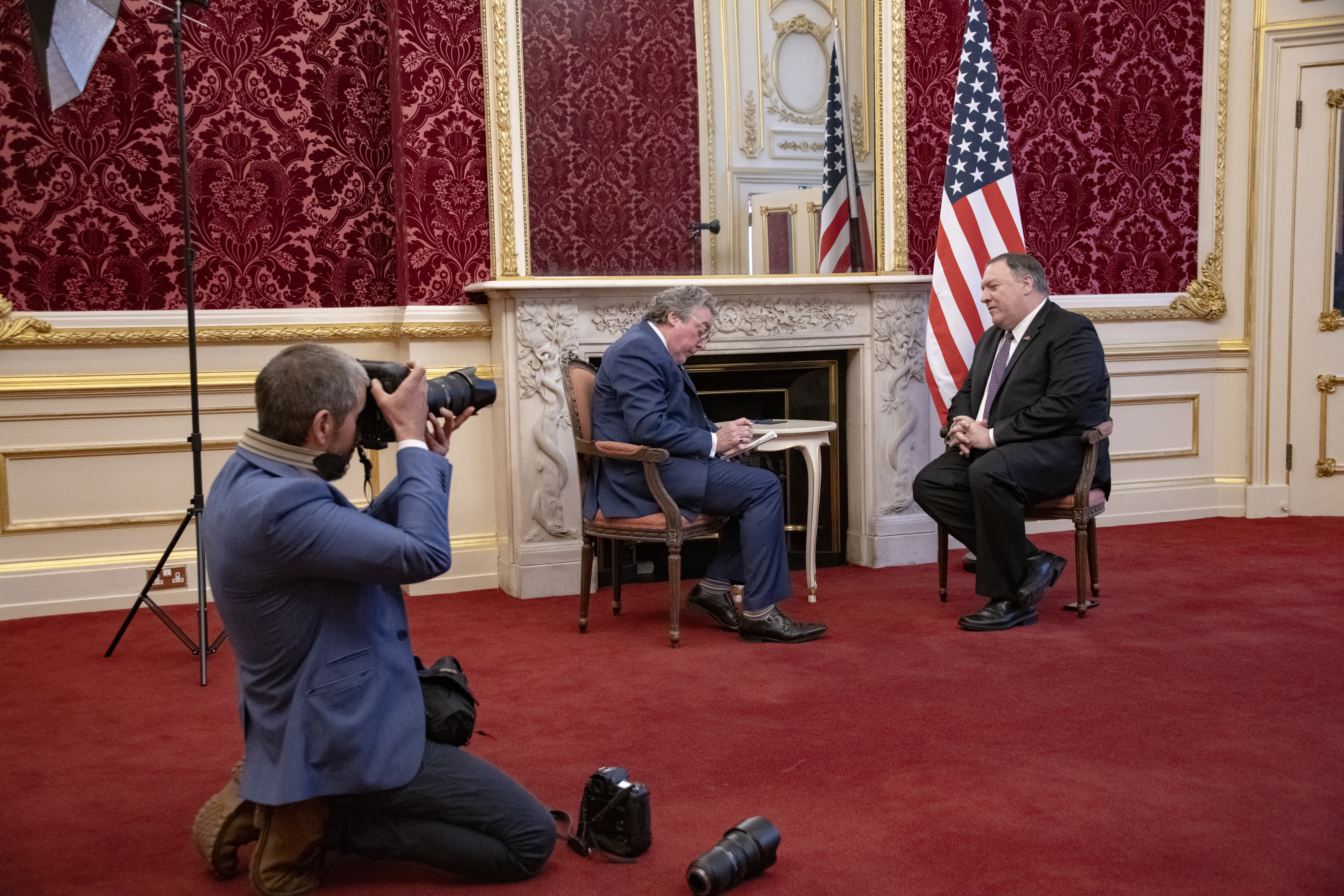
Интервью с американским политиком Майком Помпео

С 2006 года является обозревателем по вопросам обороны и безопасности газеты The Daily Telegraph. Писал для газеты The Wall Street Journal и журнала The Atlantic Monthly. Политический комментатор каналов CNN, NBC и MSNBC.
Кафлин является автором бестселлеров по версии газеты The New York Times Saddam: The Secret Life (2002) и Saddam: His Rise and Fall (2005). Он также написал  книги Hostage: The Complete Story of the Lebanon Captives (1993), A Golden Basin Full of Scorpions: The Quest for Modern Jerusalem (1997), American Ally: Tony Blair and the War on Terror (2006), Khomeini's Ghost: The Iranian Revolution and the Rise of Militant Islam (2009) и Churchill's First War: Young Winston and the Fight Against the Taliban (2013).
Живёт в Лондоне.